# Astragalus wrangelii
Astragalus wrangelii är en ärtväxtart som beskrevs av Sirj. Astragalus wrangelii ingår i släktet vedlar, och familjen ärtväxter. Inga underarter finns listade i Catalogue of Life.